# Arrondissement Ruffec
Ruffec is een voormalig arrondissement in het departement Charente in de Franse regio Nouvelle-Aquitaine. Het arrondissement werd op 17 februari 1800 gevormd en op 10 september 1926 opgeheven. De zes kantons werden bij de opheffing toegevoegd aan het arrondissement Confolens.

## Kantons
Het arrondissement was samengesteld uit de volgende kantons:
- kanton Aigre
- kanton Mansle
- kanton Ruffec
- kanton Villefagnan